# Microtus abbreviatus
Microtus abbreviatus és una espècie de mamífer rosegador de la família dels cricètids. És endèmic d'Alaska (Estats Units), on se'l troba a l'Illa Hall (M. a. abbreviatus) i l'Illa de Sant Mateu (M. a. fisheri). El seu hàbitat natural són les planes humides i les faldes dels turons. És una espècie en risc mínim, és a dir, no sembla que hi hagi cap amenaça significativa per a la seva supervivència. El seu nom específic, abbreviatus, significa ‘abreviat’ en llatí.